# International Booker Prize
Międzynarodowa Nagroda Bookera (ang. The International Booker Prize, wcześniej The Man Booker International Prize) – międzynarodowa nagroda literacka ustanowiona w 2005 r. w Wielkiej Brytanii. Na początku przyznawana co dwa lata za twórczość w języku angielskim dla pisarzy z całego świata, nominowane mogły zostać również powieści napisane w innych językach, lecz szeroko dostępne w angielskim tłumaczeniu (w 2005 roku nominowany był Stanisław Lem). Pierwszym laureatem, który otrzymał nagrodę był pisarz albański Ismail Kadare. Od 2016 r. nagroda przyznawana jest co roku jednej książce przetłumaczonej na język angielski, opublikowanej w Wielkiej Brytanii lub Irlandii. Nagroda za zwycięski tytuł w wysokości 50 tys. funtów dzielona jest po równo między autora i tłumacza.

## Laureaci The International Booker Prize
2005-2015
Podczas gdy Booker Prize przyznawany był pisarzom ze Wspólnoty Narodów, Irlandii i Zimbabwe, International Booker Prize był w założeniu nagrodą dla pisarzy tworzących w języku angielskim, lub których prace przełożono na ten język, bez zwracania uwagi na ich narodowość. Pierwotnie przyznawano ją co dwa lata za całokształt twórczości. Pisarz otrzymywał 60.000 funtów i mógł wskazać tłumacza, który dostawał 15.000 funtów.
| Rok  | Imię, nazwisko       | Tłumacz                       | Kraj    | Język           |
| ---- | -------------------- | ----------------------------- | ------- | --------------- |
| 2005 | Ismail Kadare        | -                             | Albania | język albański  |
| 2007 | Chinua Achebe        | -                             | Nigeria | język angielski |
| 2009 | Alice Munro          | -                             | Kanada  | język angielski |
| 2011 | Philip Roth          | -                             | USA     | język angielski |
| 2013 | Lydia Davis          | -                             | USA     | język angielski |
| 2015 | László Krasznahorkai | George Szirtes Ottilie Mulzet | Węgry   | język węgierski |

Od 2016
W 2014 roku po raz pierwszy do Booker Prize mogły zostać nominowane książki napisane w języku angielskim i opublikowane w Wielkiej Brytanii lub Irlandii, zniesiono kryterium narodowości pisarza. Rok później ogłoszono rozwiązanie brytyjskiej nagrody Independent Foreign Fiction Prize. W 2016 roku zastąpiła ją zmieniona nagroda International Booker Prize. Od tego czasu co roku nominowane są książki przetłumaczone na język angielski i opublikowane w poprzednim roku w Wielkiej Brytanii lub Irlandii. Długa lista nominacji, zawierająca 12 lub 13 tytułów publikowana jest w marcu, finalistów ogłasza się w kwietniu, a laureata w maju. Autor i tłumacz dzielą między siebie po równo nagrodę w wysokości 50.000 funtów, pozostali nominowani otrzymują po 2.500 funtów do podziału.
| Rok  | Imię, nazwisko          | Tytuł                                                                                         | Tłumacz           | Kraj             | Język              |
| ---- | ----------------------- | --------------------------------------------------------------------------------------------- | ----------------- | ---------------- | ------------------ |
| 2016 | Han Kang                | oryg. 채식주의자 ang. The Vegetarian pol. Wegetarianka                                        | Deborah Smith     | Korea Południowa | język koreański    |
| 2017 | David Grossman          | oryg. סוס אחד נכנס לבר ang. A Horse Walks Into a Bar pol. Wchodzi koń do baru                 | Jessica Cohen     | Izrael           | język hebrajski    |
| 2018 | Olga Tokarczuk          | oryg. Bieguni ang. Flights                                                                    | Jennifer Croft    | Polska           | język polski       |
| 2019 | Jokha Al-Harthi         | oryg. سـيّـدات الـقـمـر، روايـة ang. Celestial Bodies pol. Ciała niebieskie                    | Marilyn Booth     | Oman             | język arabski      |
| 2020 | Marieke Lucas Rijneveld | oryg. De avond is ongemak ang. The Discomfort of Evening pol. Niepokój przychodzi o zmierzchu | Michele Hutchison | Holandia         | język niderlandzki |
| 2021 | David Diop              | oryg. Frère d'âme ang. At Night All Blood is Black pol. Bratnia dusza                         | Anna Moschovakis  | Francja          | język francuski    |
| 2022 | Geetanjali Shree        | oryg. रेत-समाधि ang. Tomb of Sand                                                                | Daisy Rockwell    | Indie            | język hindi        |
| 2023 | Georgi Gospodinow       | oryg. Времеубежище ang. The Shelter pol. Schron przeciwczasowy                                | Angela Rodel      | Bułgaria         | język bułgarski    |
| 2024 | Jenny Erpenbeck         | oryg. Kairos ang. Kairos                                                                      | Michael Hofmann   | Niemcy           | język niemiecki    |
| 2025 | Banu Mushtaq            | ang. Heart Lamp                                                                               | Deepa Bhasthi     | Indie            | język kannada      |

## Nominacje
Do 2015 roku podawano jedynie nazwisko nominowanej osoby.
Od 2016 roku nominowana jest konkretna powieść. Poniżej podano informacje na temat angielskiego tytułu, oryginalnego tytułu, autora, kraju pochodzenia, tłumacza na język angielski oraz na język polski, jeśli książka ukazała się po polsku.
2005
- Margaret Atwood (Kanada)
- Saul Bellow (Kanada)
- Gabriel García Márquez (Kolumbia)
- Günter Grass (Niemcy)
- Ismail Kadare (Albania)
- Milan Kundera (Czechy)
- Stanisław Lem (Polska)
- Doris Lessing (Wielka Brytania)
- Ian McEwan (Wielka Brytania)
- Nadżib Mahfuz (Egipt)
- Tomás Eloy Martínez (Argentyna)
- Kenzaburō Ōe (Japonia)
- Cynthia Ozick (Stany Zjednoczone)
- Philip Roth (Stany Zjednoczone)
- Muriel Spark (Wielka Brytania)
- Antonio Tabucchi (Włochy)
- John Updike (Stany Zjednoczone)
- Abraham B Yehoshua (Izrael)

Jury: John Carey, Azar Nafisi, Alberto Manguel.
2007
- Chinua Achebe (Nigeria)
- Margaret Atwood (Kanada)
- John Banville (Irlandia)
- Michel Tournier (Francja)
- Peter Carey (Australia)
- Carlos Fuentes (Meksyk)
- Ian McEwan (Wielka Brytania)
- Harry Mulisch (Holandia)
- Doris Lessing (Wielka Brytania)
- Alice Munro (Kanada)
- Michael Ondaatje (Sri Lanka/Kanada)
- Amos Oz (Izrael)
- Philip Roth (Stany Zjednoczone)
- Salman Rushdie (Indie/Wielka Brytania)
- Don DeLillo (Stany Zjednoczone)

Jury: Elaine Showalter, Colm Tóibín, Nadine Gordimer.
2009
- Peter Carey (Australia)
- Evan S. Connell (Stany Zjednoczone)
- Mahasweta Devi (Indie)
- E.L. Doctorow (Stany Zjednoczone)
- James Kelman (Wielka Brytania)
- Arnošt Lustig (Czechy)
- Alice Munro (Kanada)
- V.S. Naipaul (Trynidad/Wielka Brytania)
- Ngũgĩ wa Thiong’o (Kenia)
- Joyce Carol Oates (Stany Zjednoczone)
- Antonio Tabucchi (Włochy)
- Dubravka Ugrešić (Chorwacja)
- Ludmiła Ulicka (Rosja)
- Mario Vargas Llosa (Peru)

Jury: Jane Smiley, Amit Chaudhuri, Andrij Kurkow.
2011
- Wang Anyi (Chiny)
- Juan Goytisolo (Hiszpania)
- James Kelman (Wielka Brytania)
- John le Carré (Wielka Brytania)
- Amin Maalouf (Liban)
- David Malouf (Australia)
- Dacia Maraini (Włochy)
- Rohinton Mistry (Indie/Kanada)
- Philip Pullman (Wielka Brytania)
- Marilynne Robinson (Stany Zjednoczone)
- Philip Roth (Stany Zjednoczone)
- Su Tong (Chiny)
- Anne Tyler (Stany Zjednoczone)

Jury: Rick Gekoski, Carmen Callil, Justin Cartwright.
2013
- U.R. Ananthamurthy (Indie)
- Aharon Appelfeld (Izrael)
- Lydia Davis (Stany Zjednoczone)
- Intizar Hussain (Pakistan)
- Marie NDiaye (Francja)
- Josip Novakovich (Chorwacja/Stany Zjednoczone)
- Marilynne Robinson (Stany Zjednoczone)
- Władimir Sorokin (Rosja)
- Peter Stamm (Szwajcaria)
- Yan Lianke (Chiny)

Jury: Marilynne Robinson, Vladimir Sorokin, Peter Stamm.
2015
- César Aira (Argentyna)
- Ibrahim al-Koni (Libia)
- Hoda Barakat (Liban)
- Maryse Condé (Gwadelupa)
- Mia Couto (Mozambik)
- Amitav Ghosh (Indie)
- Fanny Howe (Stany Zjednoczone)
- László Krasznahorkai (Węgry)
- Alain Mabanckou (Kongo)
- Marlene van Niekerk (RPA)

Jury: Marina Warner, Nadeem Aslam, Elleke Boehmer, Edwin Frank, Wen-chin Ouyang.
2016
finaliści
- A General Theory of Oblivion (Teoria Geral do Esquecimento), José Eduardo Agualusa (Angola), tłum. Daniel Hahn
- The Story of the Lost Child (Storia della bambina perduta), Elena Ferrante (Włochy), tłum. Ann Goldstein | wyd. pol. Historia zaginionej dziewczynki, tłum. Lucyna Rodziewicz-Doktór
- The Vegetarian (채식주의자), Han Kang (Korea Południowa), tłum. Deborah Smith | wyd. pol. Wegetarianka, tłum. Justyna Najbar-Miller i Choi Jeong In
- A Strangeness in My Mind (Kafamda Bir Tuhaflık), Orhan Pamuk (Turcja), tłum. Ekin Oklap | wyd. pol. Dziwna myśl w mej głowie, tłum. Piotr Kawulok
- A Whole Life (Ein ganzes Leben), Robert Seethaler (Austria), tłum. Charlotte Collins | wyd. pol. Całe życie, tłum. Ewa Kochanowska
- The Four Books (四書), Yan Lianke (Chiny), tłum. Carlos Rojas | wyd. pol. Czteroksiąg, tłum. Katarzyna Sarek

pozostałe nominacje
- Mend the Living (Réparer les vivants), Maylis de Kerangal (Francja), tłum. Jessica Moore | wyd. pol. Reperować żywych, tłum. Krystyna Arustowicz
- Man Tiger (Lelaki Harimau), Eka Kurniawan (Indonezja), tłum. Labodalih Sembiring | wyd. pol. Człowiek tygrys, tłum. Jędrzej Polak
- Tram 83, Fiston Mwanza Mujila (Demokratyczna Republika Konga), tłum. Roland Glasser
- A Cup of Rage (Um Copo de Cólera), Raduan Nassar (Brazylia), tłum. Stefan Tobler
- Ladivine, Marie NDiaye (Francja), tłum. Jordan Stump
- Death by Water (水死), Kenzaburō Ōe (Japonia), tłum. Deborah Boliver Boehm
- White Hunger (Nälkävuosi), Aki Ollikainen (Finlandia), tłum. Emily Jeremiah i Fleur Jeremiah | wyd. pol. Biały Głód, tłum. Justyna Polanowska

Jury: Boyd Tankin, Tahmima Anam,  David Bellos, Daniel Medin, Ruth Padel.
2017
finaliści
- Compass (Boussole), Mathias Énard (Francja), tłum. Charlotte Mandell | wyd. pol. Busola, tłum. Magdalena Kamińska-Maurugeon
- A Horse Walks into a Bar (סוס אחד נכנס לבר), David Grossman (Izrael), tłum. Jessica Cohen | wyd. pol. Wchodzi koń do baru, tłum. Regina Gromacka
- The Unseen (De usynlige), Roy Jacobsen (Norwegia), tłum. Don Bartlett i Don Shaw | wyd. pol. Niewidzialni, tłum. Iwona Zimnicka
- Mirror, Shoulder, Signal (Spejl, skulder, blink), Dorthe Nors (Dania), tłum. Misha Hoekstra | wyd. pol. Lusterko, ramię, kierunkowskaz, tłum. Elżbieta Frątczak-Nowotny
- Judas (הבשורה על-פי יהודה), Amos Oz (Izrael), tłum. Nicholas de Lange | wyd. pol. Judasz, tłum. Leszek Kwiatkowski
- Fever Dream (Distancia de rescate), Samanta Schweblin (Argentyna), tłum. z jęz. hiszpańskiego Megan McDowell | wyd. pol. Bezpieczna odległość, tłum. Tomasz Pindel

pozostałe nominacje
- Swallowing Mercury (Guguły), Wioletta Grzegorzewska (Polska), tłum. Eliza Marciniak
- War and Turpentine (Oorlog en terpentijn), Stefan Hertmans (Belgia), tłum. David McKay | wyd. pol. Wojna i terpentyna, tłum. Alicja Oczko
- The Traitor's Niche (Kamarja e turpit), Ismail Kadare (Albania), tłum. John Hodgson
- Black Moses (Petit Piment), Alain Mabanckou (Francja), tłum. Helen Stevenson | wyd. pol. Papryczka, tłum. Jacek Giszczak
- Bricks and Mortar (Im Stein), Clemens Meyer (Niemcy), tłum. Katy Derbyshire
- Fish Have No Feet (Fiskarnir hafa enga fætur), Jón Kalman Stefánsson (Islandia), tłum. Phil Roughton
- The Expolosion Chronicles (炸裂志), Yan Lianke (Chiny), tłum. Carlos Rojas | wyd. pol. Kroniki eksplozji, tłum. Joanna Krenz

Jury: Nick Barley, Daniel Hahn, Elif Şafak, Chika Unigwe, Helen Mort.
2018
finaliści
- Vernon Subutex 1, Virginie Despentes (Francja), tłum. Frank Wynne | wyd. pol. Vernon Subutex 1, tłum. Jacek Giszczak
- The White Book (흰), Han Kang (Korea Południowa), tłum. Deborah Smith | wyd. pol. Biała elegia, tłum. Justyna Najbar-Miller
- The World Goes On (Megy a világ), László Krasznahorkai (Węgry), tłum. John Batki, Ottilie Mulzet i George Szirtes
- Like a Fading Shadow (Como la sombra que se va), Antonio Muñoz Molina (Hiszpania), tłum. Camilo A. Ramirez | wyd. pol. Jak przemijający cień, tłum. Wojciech Charchalis
- Frankenstein in Baghdad (فرانكشتاين في بغداد), Ahmed Saadawi (Irak), tłum. Jonathan Wright | wyd. pol. Frankenstein w Bagdadzie, tłum. Magdalena Zawrotna
- Flights (Bieguni), Olga Tokarczuk (Polska), tłum. Jennifer Croft

pozostałe nominacje
- The 7th Function of Language (La Septième Fonction du langage), Laurent Binet (Francja), tłum. Sam Taylor | wyd. pol. Siódma funkcja języka, tłum. Wiktor Dłuski
- The Impostor (El impostor), Javier Cercas (Hiszpania), tłum. Frank Wynne | wyd. pol. Oszust, tłum. Ewa Zaleska
- Go, Went, Gone (Gehen, ging, gegangen), Jenny Erpenbeck (Niemcy), tłum. Susan Bernofsky | wyd. pol. Iść, szedł, poszedł, tłum. Eliza Borg
- Die, My Love (Matate, amor), Ariana Harwicz (Argentyna), tłum. z jęz. hiszpańskiego Sarah Moses i Carolina Orloff | wyd. pol. Zgiń, kochanie, tłum. Agata Ostrowska
- The Flying Mountain (Der fliegende Berg), Christoph Ransmayr (Austria), tłum. Simon Pare | wyd. pol. Latająca góra, tłum. Jacek Stanisław Buras
- The Stolen Bicycle (單車失竊記), Wu Ming-Yi (Tajwan), tłum. Darryl Sterk
- The Dinner Guest (El comensal), Gabriela Ybarra (Hiszpania), tłum. Natasha Wimmer

Jury Lisa Appignanesi, Michael Hofmann, Hari Kunzru, Tim Martin, Helen Oyeyemi.
2019
finaliści
- Celestial Bodies (سـيّـدات الـقـمـر، روايـة), Jokha Al-Harthi (Oman), tłum. z jęz. arabskiego Marilyn Booth | wyd. pol. Ciała niebieskie, tłum. Hanna Jankowska
- The Years (Les Années), Annie Ernaux (Francja), tłum. Alison L Strayer | wyd. pol. Lata, tłum. Krzysztof Jarosz i Magdalena Budzińska
- The Pine Islands (Die Kieferninseln), Marion Poschmann (Niemcy), tłum. Jen Calleja
- Drive Your Plow Over the Bones of the Dead (Prowadź swój pług przez kości umarłych), Olga Tokarczuk (Polska), tłum. Antonia Lloyd-Jones
- The Shape of the Ruins (La forma de las ruinas), Juan Gabriel Vásquez (Kolumbia), tłum. z jęz. hiszpańskiego Anne McLean | wyd. pol. Kształt ruin, tłum. Katarzyna Okrasko
- The Remainder (La resta), Alia Trabucco Zeran (Chile), tłum. z jęz. hiszpańskiego Sophie Hughes

pozostałe nominacje
- Love in the New Millennium (新世纪爱情故事), Can Xue (Chiny), tłum. Annelise Finegan Wasmoen
- At Dusk (해질무렵), Hwang Sok-yong (Korea Południowa), tłum. Sora Kim-Russell | wyd. pol. O zmierzchu, tłum. Dominika Chybowska-Jang
- Jokes for the Gunmen (نكات للمسلحين), Mazen Maarouf (Palestyna/Islandia), tłum. z jęz. arabskiego Jonathan Wright
- Four Soldiers (Quatre Soldats), Hubert Mingarelli (Francja), tłum. Sam Taylor
- Mouthful of Birds (Pájaros en la boca), Samanta Schweblin (Argentyna), tłum. z jęz. hiszpańskiego Megan McDowell | wyd. pol. Ptaki, tłum. Tomasz Pindel
- The Faculty of Dreams (Drömfakulteten), Sara Stridsberg (Szwecja), tłum. Deborah Bragan-Turner | wyd. pol. Fakultet marzeń, tłum. Beata Walczak-Larsson
- The Death of Murat Idrissi (De dood van Murat Idrissi), Tommy Wieringa (Holandia), tłum. Sam Garrett

Jury: Bettany Hughes, Maureen Freely, Angie Hobbs, Elnathan John, Pankaj Mishra.
2020
finaliści
- The Enlightenment of The Greengage Tree (اشراق درخت گوجه سبز), Shokoofeh Azar (Iran), tłum. z jęz. perskiego anonimowe
- The Adventures of China Iron (Las aventuras de la China Iron), Gabriela Cabezón Cámara (Argentyna), tłum. z jęz. hiszpańskiego Iona Macintyre i Fiona Mackintosh
- Tyll, Daniel Kehlmann (Niemcy), tłum. Ross Benjamin | wyd. pol. Tyll, tłum. Urszula Poprawska
- Hurricane Season (Temporada de huracanes), Fernanda Melchor (Meksyk), tłum. z jęz. hiszpańskiego Sophie Hughes | wyd. pol. Czas huraganów, tłum. Katarzyna Sosnowska
- The Memory Police (密やかな結晶), Yōko Ogawa (Japonia), tłum. Stephen Snyder | wyd. pol. Podziemie pamięci, tłum. Anna Karpiuk
- The Discomfort of Evening (De avond is ongemak), Marieke Lucas Rijneveld (Holandia), tłum. Michele Hutchison | wyd. pol. Niepokój przychodzi o zmierzchu, tłum. Jerzy Koch

pozostałe nominacje
- Red Dog (Buys: 'n grensroman), Willem Anker (RPA), tłum. z jęz. afrikaans Michiel Heyns
- The Other Name: Septology I – II (Det andre namnet – Septologien I – II), Jon Fosse (Norwegia), tłum. Damion Searls | wyd. pol. Drugie imię. Septologia I-II, tłum. Iwona Zimnicka
- The Eighth Life (Das achte Leben (Für Brilka)), Nino Haratischwili (Gruzja/Niemcy), tłum. Charlotte Collins i Ruth Martin | wyd. pol. Ósme życie (dla Brilki), tłum. Urszula Poprawska
- Serotonin (Sérotonine), Michel Houellebecq (Francja), tłum. Shaun Whiteside | wyd. pol. Serotonina, tłum. Beata Geppert
- Faces on the Tip of My Tongue (Un renard à mains nues), Emmanuelle Pagano (Francja), tłum. Sophie Lewis i Jennifer Higgins
- Little Eyes (Kentukis), Samanta Schweblin (Argentyna), tłum. z jęz. hiszpańskiego Megan McDowell | wyd. pol. Kentuki, tłum. Tomasz Pindel
- Mac and His Problem (Mac y su contratiempo), Enrique Vila-Matas (Hiszpania), tłum. Margaret Jull Costa i Sophie Hughes

Jury: Ted Hodgkinson, Lucie Campos, Jennifer Croft, Valeria Luiselli, Jeet Thayil.
2021
finaliści
- At Night All Blood Is Black (Frère d'âme), David Diop (Francja), tłum. Anna Moschovakis | wyd. pol. Bratnia dusza, tłum. Jacek Giszczak
- The Dangers of Smoking in Bed (Los peligros de fumar en la cama), Mariana Enríquez (Argentyna), tłum. z jęz. hiszpańskiego Megan McDowell | wyd. pol. Niebezpieczeństwo palenia w łóżku, tłum. Marta Jordan
- When We Cease to Understand the World (Un verdor terrible), Benjamín Labatut (Chile), tłum. z jęz. hiszpańskiego Adrian Nathan West | wyd. pol. Straszliwa zieleń, tłum. Tomasz Pindel
- The Empoloyees (De ansatte), Olga Ravn (Dania), tłum. Martin Aitken | wyd. pol. Załoga. Protokół z przyszłości, tłum. Bogusława Sochańska
- In Memory of Memory (Памяти памяти), Maria Stiepanowa (Rosja), tłum. Sasha Dugdale | wyd. pol. Pamięci pamięci, tłum. Agnieszka Sowińska
- The War of the Poor (La Guerre des pauvres), Éric Vuillard (Francja), tłum. Mark Polizzotti | wyd. pol. Wojna biedaków, tłum. Katarzyna Marczewska

pozostałe nominacje
- I Live in the Slums, Can Xue (Chiny), tłum. Karen Gernant i Chen Zeping
- The Pear Field (მსხლების მინდორი), Nana Ekvtimishvili (Gruzja), tłum. Elizabeth Heighway
- The Perfect Nine: The Epic Gikuyu and Mumbi (Kenda Mũiyũru: Rũgano rwa Gĩkũyũ na Mũmbi), Ngũgĩ wa Thiong'o (Kenia), tłum. z jęz. kikuju dokonane przez autora
- Summer Brother (Zomervacht), Jaap Robben (Holandia), tłum. David Doherty
- An Inventory of Losses (Verzeichnis einiger Verluste), Judith Schalansky (Niemcy), tłum. Jackie Smith | wyd. pol. Spis paru strat, tłum. Kamil Idzikowski
- Minor Detail (تفصيل ثانوي), Adania Shibli (Palestyna), tłum. z jęz. arabskiego Elisabeth Jaquette | wyd. pol. Drobny szczegół, tłum. Hanna Jankowska
- Wretchedness (Eländet), Andrzej Tichý (Szwecja), tłum. Nichola Smalley | wyd. pol. Nędza, tłum. Dominika Górecka

Jury: Lucy Hughes-Hallett, Aida Edemariam, Neel Mukherjee, Olivette Otele, George Szirtes.
2022
finaliści
- Cursed Bunny (저주토끼), Bora Chung (Korea Południowa), tłum. Anton Hur | wyd. pol. Przeklęty królik, tłum. Marta Niewiadomska
- A New Name: Septology VI-VII (Eit nytt namn – Septologien VI – VII), Jon Fosse (Norwegia), tłum. Damion Searls
- Heaven (ヘヴン), Mieko Kawakami (Japonia), tłum. Sam Bett i David Boyd | wyd. pol. Heaven, tłum. Anna Horikoshi
- Elena Knows (Elena sabe), Claudia Piñeiro (Argentyna), tłum. Frances Riddle | wyd. pol. Elena wie. Twoja, tłum. Tomasz Pindel
- Tomb of Sand (रेत समाधि), Geetanjali Shree (Indie), tłum. z jęz. hindi Daisy Rockwell
- The Books of Jacob (Księgi Jakubowe), Olga Tokarczuk (Polska), tłum. Jennifer Croft

pozostałe nominacje
- After the Sun (Efter solen), Jonas Eika (Dania), tłum. Sherilyn Hellberg | wyd. pol. Po słońcu, tłum. Maciej Bobula
- More Than I Love My Life (אתי החיים משחק הרבה), David Grossman (Izrael), tłum. Jessica Cohen | wyd. pol. Gdyby Nina wiedziałą, tłum. Magdalena Sommer
- The Book of Mother (Fugitive parce que reine), Violaine Huisman (Francja), tłum. Leslie Camhi
- Paradais (Páradais), Fernanda Melchor (Meksyk), tłum. z jęz. hiszpańskiego Sophie Hughes | wyd. pol. Paradajs, tłum. Katarzyna Sosnowska
- Love in the Big City (대도시의 사랑법), Sang Young Park (Korea Południowa), tłum. Anton Hur | wyd. pol. Miłość w wielkim mieście, tłum. Marta Niewiadomska
- Happy Stories, Mostly (Cerita-cerita Bahagia, Hampir Seluruhnya), Norman Erikson Pasaribu (Indonezja), tłum. Tiffany Tsao | wyd. pol. Nie do końca szczęśliwe historie, tłum. Marianna Lis
- Phenotypes (Marrom e Amarelo), Paulo Scott (Brazylia), tłum. z jęz. portugalskiego Daniel Hahn | wyd. pol. Brązowożółty, tłum. Wojciech Charchalis

Jury: Frank Wynne, Merve Emre, Petina Gappah, Viv Groskop, Jeremy Tiang.
2023
finaliści
- Boulder, Eva Baltasar (Hiszpania), tłum. z jęz. katalońskiego Julia Sanches
- Time Shelter (Времеубежище), Georgi Gospodinow (Bułgaria), tłum. Angela Rodel | wyd. pol. Schron przeciwczasowy, tłum. Magdalena Pytlak
- Whale (고래), Cheon Myeong-kwan (Korea Południowa), tłum. Chi-Young Kim | wyd. pol. Wieloryb, tłum. Anna Diniejko
- The Gospel According to the New World (L'Évangile du nouveau monde), Maryse Condé (Francja), tłum. Richard Philcox | wyd. pol. Ewangelia Nowego Świata, tłum. Marta Szafrańska-Brandt
- Standing Heavy (Debout-Payé), GauZ’ (Wybrzeże Kości Słoniowej), tłum. z jęz. francuskiego Frank Wynne | pol. Stanie płatne, tłum. Gabriela Hałat
- Still Born (La hija única), Guadalupe Nettel (Meksyk), tłum. z jęz. hiszpańskiego Rosalind Harvey

pozostałe nominacje
- Is Mother Dead (Er mor død), Vigdis Hjorth (Norwegia), tłum. Charlotte Barslund
- Jimi Hendrix Live in Lviv (Львовская гастроля Джими Хендрикса), Andrij Kurkow (Ukraina), tłum. Reuben Woolley | wyd. pol. Jimi Hendrix we Lwowie, tłum. Magdalena Hornung
- The Birthday Party (Histoires de la nuit), Laurent Mauvignier (Francja), tłum. Daniel Levin Becker
- While We Were Dreaming (Als wir träumten), Clemens Meyer (Niemcy), tłum. Katy Derbyshire
- Pyre (பூக்குழி), Perumal Murugan (Indie), tłum. z jęz. tamilskiego Aniruddhan Vasudevan
- A System So Magnificent It Is Blinding (Välkommen till den här världen), Amanda Svensson (Szwecja), tłum. Nichola Smalley | wyd. pol. System, tłum. Justyna Czechowska, Karolina Ancerowicz
- Ninth Building (九栋), Zou Jingzhi (Chiny), tłum. Jeremy Tiang

Jury: Leïla Slimani, Uilleam Blacker, Parul Sehgal, Frederick Studeman, Tan Twan Eng.
2024
finaliści
- Not a River (No es un río), Selva Almada (Argentyna), tłum. Annie McDermott | wyd. pol. To nie rzeka, tłum. Zuzanna Geremek
- Mater 2-10 (철도원 삼대), Hwang Sok-yong (Korea Południowa), tłum. Sora Kim-Russell, Youngjae Josephine Bae
- What I'd Rather Not Think About (Waar ik liever niet aan denk), Jente Posthuma (Holandia), tłum. Sarah Timmer Harvey
- Crooked Plow (Torto Arado), Itamar Vieira Junior (Brazylia), tłum. Johnny Lorenz | wyd. pol. Krzywym pługiem, tłum. Eliasz Chmiel
- Kairos, Jenny Erpenbeck (Niemcy), tłum. Michael Hofmann
- The Details (Detaljerna), Ia Genberg (Szwecja), tłum. Kira Josefsson | wyd. pol. Szczegóły, tłum. Dominika Górecka

pozostałe nominacje
- The Silver Bone (Самсон и Надежда), Andrij Kurkow (Ukraina), tłum. Boris Dralyuk | wyd. pol. Srebrna kość, tłum. Agnieszka Matkowska
- Simpatía, Rodrigo Blanco Calderón (Wenezuela), tłum. Noel Hernández González
- Undiscovered (Huaco retrato), Gabriela Wiener (Peru), tłum. Julia Sanches
- White Nights (Białe noce), Urszula Honek (Polska), tłum. Kate Webster
- The House on Via Gemito (Via Gemito), Domenico Starnone (Włochy), tłum. Oonagh Stransky
- Lost on Me (Niente di vero), Veronica Raimo (Włochy), tłum. Leah Janeczko
- A Dictator Calls (Kur sunduesit grinden), Ismail Kadare (Albania), tłum. John Hodgson

Jury: Eleanor Wachtel, Natalie Diaz, William Kentridge, Romesh Gonesekera, Aaron Robertson.
2025
finaliści
- On the Calculation of Volume I (Om udregning af rumfang I), Solvej Balle (Dania), tłum. Barbara J. Haveland
- Small Boat (Naufrage), Vincent Delecroix (Francja), tłum. Helen Stevenson
- Under the Eye of the Big Bird (大きな鳥にさらわれないよう), Hiromi Kawakami (Japonia), tłum. Asa Yoneda
- Perfection (Le perfezioni), Vincenzo Latronico (Włochy), tłum. Sophie Hughes | wyd. pol. Do perfekcji, tłum. Katarzyna Skórska
- Heart Lamp, Banu Mushtaq (Indie), tłum. z jęz. kannada Deepa Bhasthi
- A Leopard-Skin Hat (Un chapeau léopard), Anne Serre (Francja), tłum. Mark Hutchinson

pozostałe nominacje
- The Book of Disappearance (سفر الاختفاء), Ibtisam Azem (Palestyna), tłum. z jęz. arabskiego Sinan Antoon
- There's a Monster Behind the Door (Un monstre est là, derrière la porte), Gaëlle Bélem (Francja, departament zamorski Reunion), tłum. Karen Fleetwood i Laëtitia Saint-Loubert
- Solenoid (Solenoid), Mircea Cărtărescu (Rumunia), tłum. Sean Cotter
- Reservoir Bitches (Perras de reserva), Dahlia de la Cerda (Meksyk), tłum. z jęz. hiszpańskiego Julia Sanches i Heather Cleary | wyd. pol. Wściekłe suki, tłum. Katarzyna Okrasko
- Hunchback (ハンチバック), Saou Ichikawa (Japonia), tłum. Polly Barton
- Eurotrash (Eurotrash), Christian Kracht (Szwajcaria), tłum. z jęz. niemieckiego Daniel Bowles
- On a Woman's Madness (Over de gekte van een vrouw: Een fragmentarische biografie), Astrid Roemer (Surinam/Holandia), tłum. z jęz. niderlandzkiego Lucy Scott

Jury: Max Porter, Caleb Femi, Sana Goyal, Anton Hur, Beth Orton
2026
Jury: Marcus du Sautoy, Nilanjana S. Roy, Natasha Brown, Sophie Hughes, Troy Onyango